# 奥田神ノ木町
奥田神ノ木町（おくだかみのきちょう）は、愛知県稲沢市の地名。

## 地理
稲沢市東部に位置する。西は奥田町、北は東緑町に接する。

### 学区
市立小・中学校に通う場合、学校等は以下の通りとなる。また、公立高等学校に通う場合の学区は以下の通りとなる。
| 番・番地等                        | 小学校               | 中学校             | 高等学校 |  |
| --------------------------------- | -------------------- | ------------------ | -------- |  |
| 奥田神ノ木町(うち26～43,83～91)   | 稲沢市立大里西小学校 | 稲沢市立大里中学校 | 尾張学区 |  |
| 奥田神ノ木町(26～43,83～91を除く) | 稲沢市立大塚小学校   | 稲沢市立大里中学校 | 尾張学区 |  |

## 歴史

### 人口の変遷
国勢調査による人口および世帯数の推移。
| 2000年（平成12年） | 907世帯 2870人  |  |
| 2005年（平成17年） | 1005世帯 3012人 |  |
| 2010年（平成22年） | 1048世帯 3011人 |  |
| 2015年（平成27年） | 1106世帯 3014人 |  |
| 2020年（令和2年）  | 1193世帯 3075人 |  |

### 沿革
- 1972年（昭和47年） - 稲沢市奥田町の一部により、同市奥田神ノ木町が成立[2]。

## 施設
- 稲沢市立奥田保育園[1]
- 老人福祉センターさくら館[1]
- まつのき作業所[1]

### WEB
1. ↑  “愛知県稲沢市の町丁・字一覧”.   人口統計ラボ. 2023年5月5日閲覧。
2. 1 2  総務省統計局 (2022年2月10日). “令和2年国勢調査の調査結果(e-Stat) - 男女別人口，外国人人口及び世帯数－町丁・字等” (CSV). 2023年8月2日閲覧。
3. ↑  “愛知県稲沢市の郵便番号一覧”.   日本郵便. 2023年11月11日閲覧。
4. ↑  “市外局番の一覧” (PDF).   総務省 (2022年3月1日). 2022年3月22日閲覧。
5. ↑  稲沢市教育委員会事務局 学校教育課 学習支援グループ (2020年4月9日). “住所50音順通学区域（小・中学校）”.   稲沢市. 2023年11月24日閲覧。
6. ↑  “平成29年度以降の愛知県公立高等学校（全日制課程）入学者選抜における通学区域並びに群及びグループ分け案について”.   愛知県教育委員会 (2015年2月16日). 2019年1月14日閲覧。
7. ↑  総務省統計局 (2014年5月30日). “平成12年国勢調査の調査結果(e-Stat) - 男女別人口及び世帯数 －町丁・字等” (CSV). 2021年7月20日閲覧。
8. ↑  総務省統計局 (2014年6月27日). “平成17年国勢調査の調査結果(e-Stat) - 男女別人口及び世帯数 －町丁・字等” (CSV). 2021年7月21日閲覧。
9. ↑  総務省統計局 (2012年1月20日). “平成22年国勢調査の調査結果(e-Stat) - 男女別人口及び世帯数 －町丁・字等” (CSV). 2021年7月21日閲覧。
10. ↑  総務省統計局 (2017年1月27日). “平成27年国勢調査の調査結果(e-Stat) - 男女別人口及び世帯数 －町丁・字等” (CSV). 2021年7月21日閲覧。

### 書籍
1. 1 2 3 4 5  「角川日本地名大辞典」編纂委員会 1989, p. 1592.
2. ↑  「角川日本地名大辞典」編纂委員会 1989, p. 317.